# Петър Бицилли
Петър Михайлович Бицилли (на руски: Петр Михайлович Бицилли) е руски и български историк и литературовед.

## Биография
Завършва Втора одеска гимназия и Новоросийския университет (филологическо отделение) в Одеса. През 1924 г. по настойчива препоръка на проф. Ервин Грин, заемал катедрата по нова и най-нова история в Софийския университет и получил разрешение да се завърне в Русия, Бицили получава покана да го замести. Той заема поста като редовен професор по договор.
Постепенно се насочва от историческа тематика към история на изкуството и литературата. Уволнен от университета през 1949 г.
Автор е на 27 монографии, 144 статии и 118 рецензии. Сътрудничи на списание „Философски преглед“, редактирано от Димитър Михалчев.

## Избрана библиография

### Книги
- Увод в изучаването на новата и най-новата история (опит за периодизация), София, 1927 (1993).
- Основни насоки в историческото развитие на Европа (от началото на християнската ера до наше време), София, Унив. печ., 1940 (1993).
- Очерци върху теорията на историческата наука, София: БАН, 1994.
- Европейската култура и Ренесансът: Избрани студии, София: Анубис, 1994.
- Класическото изкуство: стилови изследвания, София: Анубис, 1995.
- Малки творби, София: Унив. изд. Св. Климент Охридски, 2003.[1]
- Нация и култура, София: Изток-Запад, 2004.
- Въведение в световната история, София: БАН, 2007.

### Статии
- „Краят на европейския културен свят (мисли на един художник, тъмен поради излишната си яснота)“. – „Философски преглед“, 1931, кн. 5, 445 – 448.
- „Народ, народност и народностно съзнание“. – „Философски преглед“, 1933, кн. 4, 301 – 307.
- „Ролята на личността в историята“. – 1929, кн. 2, 180 – 190;
- „Кризата на демокрацията“. – „Философски преглед“, 1936, кн. 4, 333 – 341.
- „PAUL TELTCHAROFF: La philosophie de l’histoire d’Ernest Seilliere“, Критичен отзив. – „Философски преглед“, 1936, кн. 5, 477 – 478.